# Front uni national du Kampuchéa
Pour les articles homonymes, voir Funk (homonymie).
Ne doit pas être confondu avec Front uni national pour le salut du Kampuchéa.
Le Front uni national du Kampuchéa, également appelé le Front uni national khmer, souvent abrégé en FUNK, était un mouvement politique et militaire cambodgien créé en 1970 par Norodom Sihanouk, ancien et déchu prince du royaume du Cambodge, lors de son exil à Pékin, ayant été renversé par un coup d'État. Bien que d'inspiration royaliste, il participa à l'insurrection au côté des khmers rouges contre le gouvernement républicain lors de la guerre civile cambodgienne. Ce mouvement cesse officiellement d'exister en 1975 lors du renversement de la république khmère et la victoire des khmers rouges, proclamant le Kampuchéa démocratique.

## Histoire
Lors de la création du mouvement, le 23 mars 1970, Norodom Sihanouk créa également un gouvernement en exil : le Gouvernement royal d'union nationale du Kampuchéa, souvent abrégé en GRUNK. Ce gouvernement était basé à Pékin. Norodom Sihanouk en était le chef d'État, Penn Nouth était le premier ministre et Khieu Samphân en était le vice-premier ministre, ministre de la Défense mais aussi commandant en chef des forces armées. 
Les Khmers rouges changèrent en mai le nom de leurs troupes (précédemment Armée révolutionnaire du Kampuchéa) pour celui de Forces armées populaires de libération nationale du Kampuchéa, constituant le gros des forces armées du FUNK. Outre les Khmers rouges, les troupes du FUNK comptaient également des guérilleros sihanoukistes connues sous le nom de Khmers Rumdos (Khmers de libération) et un mouvement autonome formé de Chams musulmans, les Khmers saor (Khmers blancs), présent dans la zone est du pays. Environ mille anciens Khmers issarak communistes était revenus de leur exil au Nord Viêt Nam pour participer à la lutte. De 1970 à 1975, les troupes du FUNK combattirent contre les forces républicaines. Dès 1973, les Khmers Rumdos et les Khmers rouges connurent de nombreux heurts; les Khmers saor furent réprimés et dispersés par les Khmers rouges, et les anciens Khmers issarak victimes de purges et de massacres. Après la chute de Phnom Penh, le 17 avril 1975 le FUNK tomba rapidement sous le contrôle des Khmers rouges et de nombreux royalistes, considérés comme « hostiles », furent exécutés par les communistes en raison de leur idéologie, d'autres étant envoyés dans des camps de rééducation. L'ancien prince Norodom Sihanouk est toutefois nommé président du Kampuchéa démocratique mais est peu à peu écarté du pouvoir. Il finira par démissionner en avril 1976, condamnant les massacres perpétrés par les Khmers rouges. Par la suite, Khieu Samphân, son ancien vice-premier ministre, prit le pouvoir. Le FUNK cesse donc d'exister.